# St. Matthews (Karolina Południowa)
St. Matthews – miasto w Stanach Zjednoczonych, w stanie Karolina Południowa, w hrabstwie Calhoun. W 2000 roku populacja miasta wynosiła 2,107. St. Matthews jest siedzibą administracyjną hrabstwa Calhoun.